# پالمیرو ماشارلی
پالمیرو ماشارلی (ایتالیایی: Palmiro Masciarelli؛ زادهٔ ۷ ژانویهٔ ۱۹۵۳) دوچرخه‌سوار اهل ایتالیا است.